# Fuks (niepełnoprawny członek)

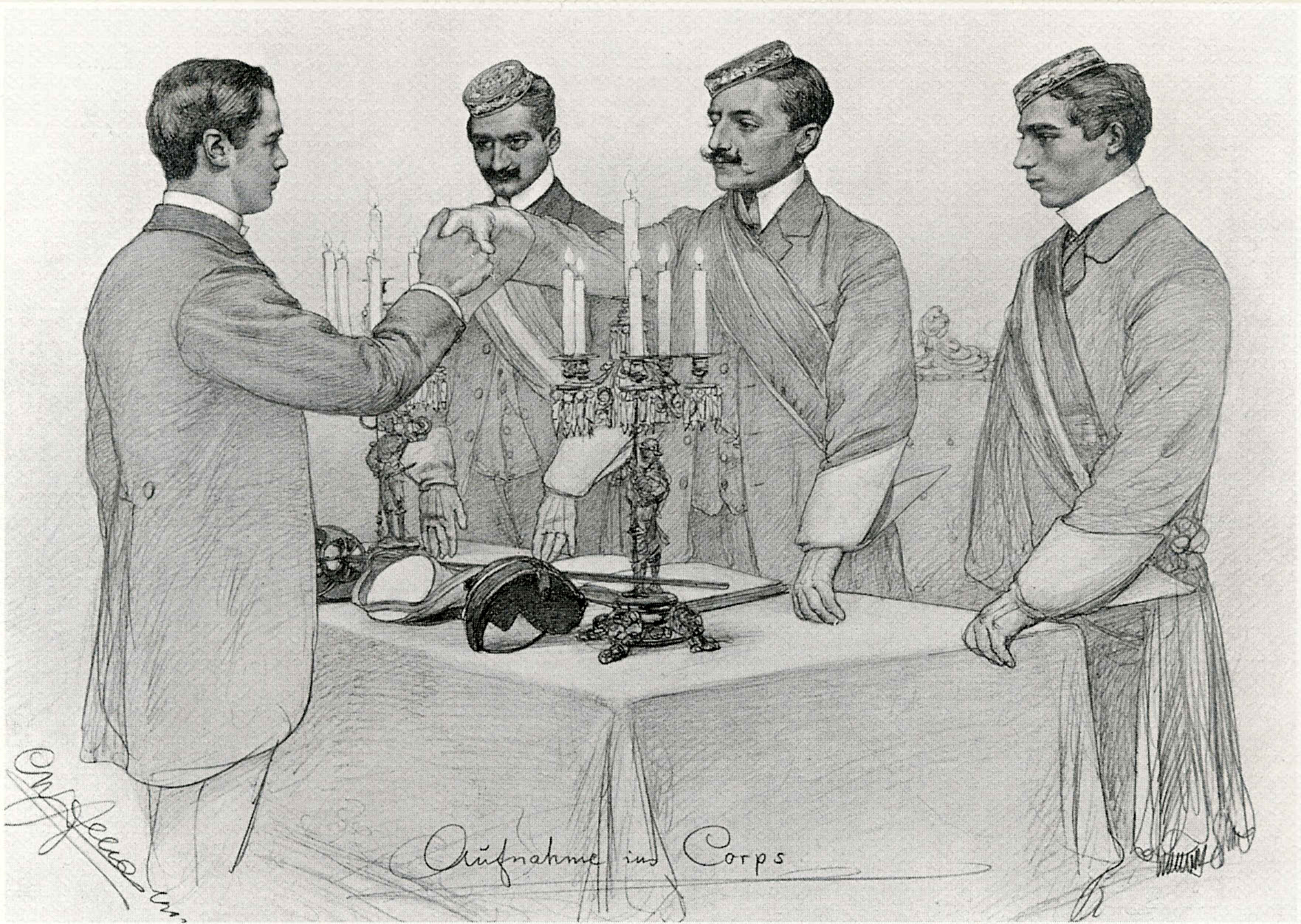
Przyjęcie studenta w poczet fuksów korporacji akademickiej, tzw. corpsu (Niemcy, rysunek Christiana Wilhelma Allersa, 1902)

Fuks (z niem. Fuchs, „lis”, „nowicjusz”) – w języku polskim przestarzałe określenie oznaczające nowicjusza, początkującego, studenta pierwszego roku. W korporacjach akademickich niepełnoprawny członek, kandydat na członka.

## W korporacjach akademickich
W okresie fuksowania korporacja zapoznaje się z kandydatem i ocenia, czy nadaje się on na barwiarza, a fuks ma okazję poznać członków stowarzyszenia. Ogólne zwierzchnictwo nad fuksami sprawuje olderman, który podczas specjalnych spotkań zwanych fuksówkami zapoznaje kandydatów z historią, prawami i obyczajami korporacji. Przyjęcie studenta do grona fuksów nosi nazwę tzw. admisji. Fuksowanie trwa co najmniej 4 miesiące, z reguły ok. roku, i kończy się tzw. wybarwieniem. Banda fuksa jest zazwyczaj jednobarwna, rzadziej dwubarwna, i nosi on specjalny dekiel, tzw. dekiel fuksowski. 
W korporacji Konwent Polonia istnieją stanowiska „fuks maior” (pomocnik oldermana przewodzący pozostałym fuksom) i „fuks minor” (fuks najmłodszy stażem). Fuks maior nosi lisi ogon przypięty z lewej strony dekla; do 1908 był nazywany „lejbfuksem”, a olderman „oberfuksem”.
Inne nazwy fuksa w polskich korporacjach akademickich: giermek (K! Lechia), laik (K! Respublica), renons (K! Jagiellonia), smyk (K! Concordia, K! Astrea).